# 202-га зенітна ракетна бригада (РФ)
202-га зенітна ракетна бригада — з'єднання у складі Військової протиповітряної оборони Збройних сил Росії. Умовне найменування — Військова частина № 43034 (в/ч 43034). Скорочене найменування — 202-а зрбр. Формування входить до складу Західного військового округу. Пункт постійної дислокації — місто Наро-Фомінськ Московської області.

## Історія
У 1948 році у білоруському місті Гродно сформовано 472-й зенітно-артилерійський полк. 1958 року зенітно-артилерійський полк переозброєно на нову бойову техніку й передислоковано до Барановичів (Білорусь).
У лютому — березні 1963 року полк переозброєно на зенітний ракетний комплекс С-75 Двіна й передислоковано до в Магдебургу у Східну Німеччину.
1974 року полк переформовано на 202-ту зенітну ракетну бригаду й переозброєно на ЗРК Круг.
Після перепідготовки особового складу в навчальному центрі в Оренбурзі, в серпні — грудні 1989 року бригада була переозброєна на зенітну ракетну систему С-300В та в першій половині 1990 року успішно провела стикувальні випробування.
У травні 1991 року 202-а зенітна ракетна бригада переведена на нове місце постійної дислокації у місто Наро-Фомінськ Московської області (на територію 4-ї танкової Кантеміровської дивізії) та увійшла до складу військ ППО Московського військового округу, де і знаходиться до цього дня.
З 10 травня 2010 року бригада є частиною постійної готовності і з 1 червня 2010 року несе бойове чергування з протиповітряної оборони ділянки Московської області.

## Командири
- 1948—1950 — підполковник П. А. Шумилов
- 1950—1952 — підполковник І. А. Козак
- 1952—1954 — полковник Б. Н. Корольков
- 1954—1958 — полковник І. І. Вишневський
- 1958—1960 — полковник С. Г. Пищенко
- 1960—1968 — полковник Ю. Т. Чесноков
- 1968—1969 — підполковник А. Л. Ковтунов
- 1969—1970 — полковник А. М. Боровиков
- 1970—1971 — підполковник Л. П. Ушаков
- 1971—1973 — підполковник М. Г. Доценко
- 1973—1976 — підполковник І. Л. Стасевич
- 1976—1977 — підполковник В. С. Умрихин
- 1977—1978 — майор В. К. Чертков
- 1978—1981 — підполковник В. І. Шевцов
- 1981—1985 — підполковник О. Н. Селюков
- 1985—1987 — полковник В. Г. Литовкин
- 1987—1989 — підполковник О. І. Малков
- 1989—1997 — полковник А. Г. Репік
- 1997—2005 — полковник А. В. Валов
- 2005—2011 — полковник А. В. Овсянников
- 2011—2012 — полковник В. М. Зайко
- 2012—2013 — полковник Д. А. Кілєєв
- з 2013 — полковник О. Ф. Чепурін

## Озброєння
- Зенітно-ракетна система С-300В
  - Пункт бойового управління 9С457
  - Радіолокаційна станція кругового огляду 9С15 Обзор-3
  - Радіолокаційна станція секторного огляду 9С19 Імбир
  - Багатоканальна станція наведення ракет 9С32
  - Пускові установки малі 9А83
  - Пускові установки великі 9А82
  - Пуско-заряджувальні установки великі 9А84
  - Пуско-заряджувальні установки малі 9А85
- МТЛБ
- ПЗРК Голка
- РЛС 1Л13 Небо-СВ